# Give Me the Night (chanson)
Singles de George Benson
Hey Girl
(1979) Love X Love
(1980)
Clip vidéo
[vidéo] « Give Me the Night », sur YouTube
Give Me the Night est une chanson du chanteur américain George Benson, issue de son dix-huitième album Give Me the Night. Elle est sortie en juin 1980 en tant que premier single de l'album. Elle est composée et écrite par Rod Temperton et produite par Quincy Jones. Patti Austin fournit les chœurs et les scats, et l'un des guitaristes de jazz de Benson, Lee Ritenour, joue également dedans.
Give Me the Night est le plus grand succès de la carrière du chanteur. La chanson a été un succès commercial et s'est classé dans de nombreux hit-parades à travers le monde, atteignant notamment aux États-Unis la 4e place dans le Billboard Hot 100 et la première place du Soul Singles, le top 10 en Afrique du Sud, en Australie, en France, en Norvège, en Nouvelle-Zélande, aux Pays-Bas et en Suisse. 
Elle a été nommée en 1981 pour un Grammy Award de la meilleure chanson R&B et pour un American Music Award de la meilleure chanson soul/R&B.

## Sortie et contexte
Give Me the Night sort comme premier extrait de son album homonyme en juin 1980 dans plusieurs pays et sort ensuite en août la même année au Royaume-Uni et au Japon.
La face B du single de Give Me the Night est une chanson instrumentale de Benson intitulée Dinorah, Dinorah, écrite par le chanteur et compositeur brésilien Ivan Lins et aussi le Brésilien Vítor Martins. Le titre a initialement été enregistré en 1977 par Ivan Lins et est sorti sur son album Somos todos iguais nesta noite. Contrairement à la version de Benson, la version originale n'est pas instrumentale et contient des paroles en portugais.

## Accueil commercial
La chanson fut un succès commercial et fut le premier single de Benson à atteindre le numéro un du palmarès américain Billboard Soul Singles. Il a également atteint la quatrième place du classement américain Billboard Hot 100, ce qui fait de Give Me the Night son entrée pop la plus réussie. Il a atteint en outre la 2e place du classement Billboard Hot Disco et la 7e place dans le classement des singles britannique.

## Nominations et récompenses
| Année | Catégorie                                             | Résultat   | Réf.  |
| ----- | ----------------------------------------------------- | ---------- | ----- |
| 1981  | Prix Grammy de la meilleure chanson R&B               | Nomination | [ 5 ] |
| 1981  | American Music Award de la meilleure chanson soul/R&B | Nomination | [ 6 ] |

## Liste des titres
| A1. | Give Me the Night | 3:52 |
| B1. | Dinorah, Dinorah  | 4:15 |

| A1. | Give Me the Night | 4:58 |
| B1. | Dinorah, Dinorah  | 5:38 |

| A1. | Give Me the Night (version longue) |  |
| B1. | The World Is a Ghetto              |  |
| B2. | Breezin'                           |  |

## Crédits
Crédits provenant de Tidal.

### Musiciens
- George Benson – voix, guitare
- Rod Temperton – composition
- Jerry Hey – trompette
- Kim Hutchcroft – saxophone, flûte
- Larry Williams – saxophone, flûte
- Patti Austin, Diva Gray, Jim Gilstrap, Jocelyn Brown, Tom Bahler – chœurs
- Lee Ritenour – guitare
- Abraham Laboriel – basse
- John Robinson – batterie
- Herbie Hancock – piano électrique
- Paulinho da Costa – percussions
- Michael Boddicker – synthétiseur
- Richard Tee – basse de synthétiseur
- Sid Sharp – premier violon

### Production
- Quincy Jones – producteur
- Kent Duncan – ingénieur de mastérisation
- Bruce Swedien – ingénieur du son, ingénieur du mixage
- Mark Sackett, Ralph Osborn, Sheridan Eldridge – ingénieurs du son assistants

## Classements et certifications
| Classement (1980)                      | Meilleure position |
| -------------------------------------- | ------------------ |
| Afrique du Sud (Springbok Top 20)      | 5                  |
| Australie (Kent Music Report)          | 10                 |
| Belgique (Flandre Ultratop 50 Singles) | 11                 |
| Canada (Top Singles)                   | 22                 |
| États-Unis (Hot 100)                   | 4                  |
| États-Unis (Disco Action)              | 2                  |
| États-Unis (Hot Soul Singles)          | 1                  |
| États-Unis (Adult Contemporary)        | 26                 |
| États-Unis (Cash Box Top 100)          | 6                  |
| États-Unis (Cash Box Top 100 R&B)      | 1                  |
| États-Unis (Record World)              | 6                  |
| Europe (Europarade Top 30)             | 14                 |
| France (IFOP)                          | 3                  |
| Irlande (IRMA)                         | 15                 |
| Italie (Musica e dischi)               | 8                  |
| Norvège (VG-lista)                     | 8                  |
| Nouvelle-Zélande (RMNZ)                | 4                  |
| Pays-Bas (Nederlandse Top 40)          | 8                  |
| Pays-Bas (Nationale Hitparade)         | 9                  |
| Royaume-Uni (UK Singles Chart)         | 7                  |
| Suisse (Schweizer Hitparade)           | 7                  |

| Classement (1980)              | Position |
| ------------------------------ | -------- |
| Australie (Kent Music Report)  | 91       |
| Belgique (Flandre Ultratop)    | 86       |
| États-Unis (Hot 100)           | 91       |
| États-Unis (Hot Soul Singles)  | 17       |
| États-Unis (Cash Box)          | 41       |
| États-Unis (Cash Box R&B)      | 1        |
| États-Unis (Record World)      | 20       |
| Italie (Musica e dischi)       | 48       |
| Nouvelle-Zélande (RIANZ)       | 16       |
| Pays-Bas (Nederlandse Top 40)  | 83       |
| Pays-Bas (Nationale Hitparade) | 72       |
| Royaume-Uni (UK Singles Chart) | 94       |

### Certifications
| Pays                                                                       | Certification | Ventes certifiées |
| -------------------------------------------------------------------------- | ------------- | ----------------- |
| Royaume-Uni (BPI)                                                          | Argent        | 200 000‡          |
| xNon précisé par la certification ‡ventes/streaming selon la certification |               |                   |

## Historique de sortie
| Pays             | Date        | Format                     | Label              | Réf.   |
| ---------------- | ----------- | -------------------------- | ------------------ | ------ |
| Divers           | juin 1980   | - 45 tours - maxi 45 tours | Warner Bros.       | [ 2 ]  |
| États-Unis       | juin 1980   | - 45 tours - maxi 45 tours | Warner Bros.       | [ 2 ]  |
| Australie        | juin 1980   | - 45 tours - maxi 45 tours | Warner Bros.       | [ 2 ]  |
| Canada           | juin 1980   | - 45 tours - maxi 45 tours | Warner Bros.       | [ 2 ]  |
| Nouvelle-Zélande | juin 1980   | - 45 tours - maxi 45 tours | Warner Bros.       | [ 2 ]  |
| Royaume-Uni      | 8 août 1980 | - 45 tours - maxi 45 tours | Warner Bros.       | [ 2 ]  |
| Japon            | août 1980   | 45 tours                   | Warner Bros.       | [ 2 ]  |
| Italie           | 1980        | maxi 45 tours              | Groovin Recordings | [ 42 ] |

## Reprises
En 2005, le titre fut chanté et repris par Jean Dujardin sous le nom Le Casse de Brice pour le film Brice de Nice de James Huth sorti la même année.
Give Me the Night fut également échantillonné de nombreuses fois, comme pour le premier tube d'IAM Je danse le Mia sorti en 1993.